# Chrysopodes (Chrysopodes) costalis
Chrysopodes (Chrysopodes) costalis is een insect uit de familie van de gaasvliegen (Chrysopidae), die tot de orde netvleugeligen (Neuroptera) behoort. 
Chrysopodes (Chrysopodes) costalis is voor het eerst wetenschappelijk beschreven door Schneider in 1851.